# Afzelia rhomboidea
Afzelia rhomboidea är en ärtväxtart som först beskrevs av Francisco Manuel Blanco, och fick sitt nu gällande namn av S.Vidal. Afzelia rhomboidea ingår i släktet Afzelia och familjen ärtväxter. IUCN kategoriserar arten globalt som sårbar. Inga underarter finns listade i Catalogue of Life.